# Tommy Hansson (sångare)
Tommy Hans-Olof Hansson, född 21 juni 1945 i Malmö, död 16 maj 2019,var en svensk popsångare och låtskrivare. 
Tommy Hansson var sångare och låtskrivare i popgruppen Namelosers i Malmö 1962–1967. I Stefan Bergs och Magnus Gerttens dokumentärfilm om gruppen, Rolling Like a Stone (2005), berättar Hansson också om umgänget med grupper som Rolling Stones i 1960-talets Malmö. De var även förband till flera världskända grupper och artister som The Who, The Kinks, Chuck Berry med flera. År 1972 spelade han en av apostlarna i sverigepremiären av musikalen Jesus Christ Superstar tillsammans med bland andra Bruno Wintzell och Agnetha Fältskog på Scandinavium i Göteborg och på turné.
Som beundrare av grupper som The Beatles begav han sig sedan till Asien och liftade runt och lärde sig meditera hos The Beatles lärare Maharishi Mahesh Yogi i Indien. 1980 flyttade han till Stockholm och bodde inackorderad hos en äldre dam. Under tidigt 1990-tal bildade han familj i Stockholm, där han utanför artistlivet bland annat arbetat som flygplatskontrollant och vid Invandrarverket. Han är sedan början av 2000-talet åter bosatt i Malmö. År 2012 medverkade han som sångare i SVT:s körprogram-serie Den sjungande trappuppgången från stadsdelen Lindängen i Malmö.